# Pan troglodytes schweinfurthii
Chimpanzé oriental, Chimpanzé aux poils longs, Chimpanzé de l’Est
Sous-espèce
Statut de conservation UICN

 EN  : En danger
Statut CITES
Répartition géographique
Pan troglodytes schweinfurthii, le Chimpanzé oriental, Chimpanzé aux poils longs ou Chimpanzé de l’Est, est une sous-espèce du chimpanzé commun. Il est originaire de la République centrafricaine, du Soudan du Sud, de la République démocratique du Congo, de l'Ouganda, du Rwanda, du Burundi et de la Tanzanie.

## Description physique
Les chimpanzés adultes à l'état sauvage pèsent entre 40 et 65 kg. Les mâles peuvent mesurer jusqu'à 145 cm et les femelles jusqu'à 120 cm de hauteur. Le corps du chimpanzé est recouvert de poils noirs grossiers, à l'exception du visage, des doigts, des orteils, de la paume des mains et de la plante des pieds. Ses deux pouces et ses gros orteils sont opposables, ce qui permet une prise en main de précision. Comme la plupart des populations de chimpanzés, les chimpanzés de l'Est ont des iris ambrés à bruns et des sclères foncées.
La présence de femelles ménopausées dans un groupe de chimpanzés sauvages du parc national de Kibale en Ouganda a été mise en évidence pour la première fois en 2023.

## Habitat

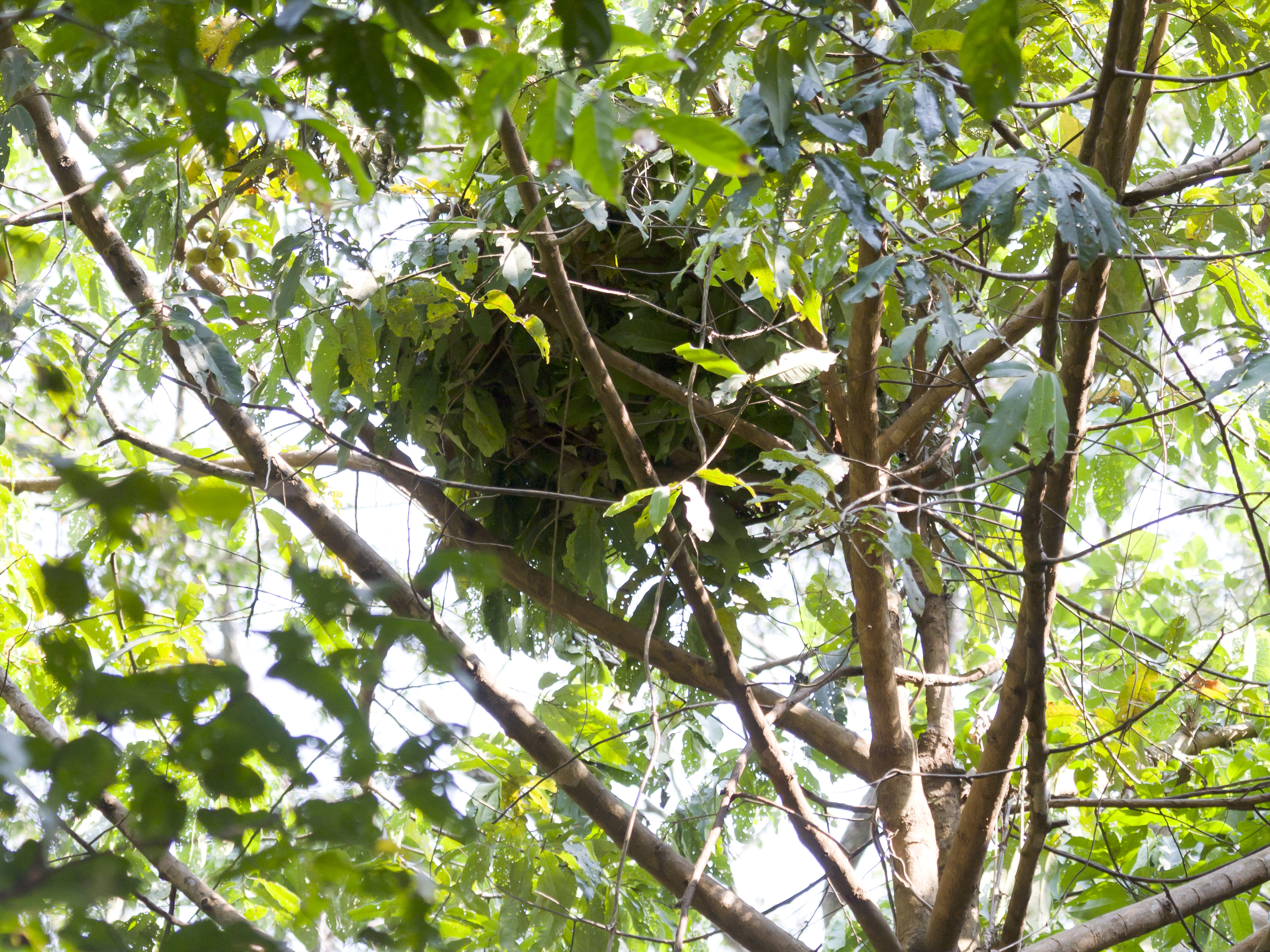
Un nid sur un arbre où les chimpanzés dorment la nuit.

Le chimpanzé passe du temps à la fois dans les arbres et sur le sol, mais dort généralement dans un arbre, où il construit un nid pour la nuit. Ils habitaient autrefois la majeure partie de cette région, mais leur habitat a été considérablement réduit ces dernières années.

## Comportement et écologie

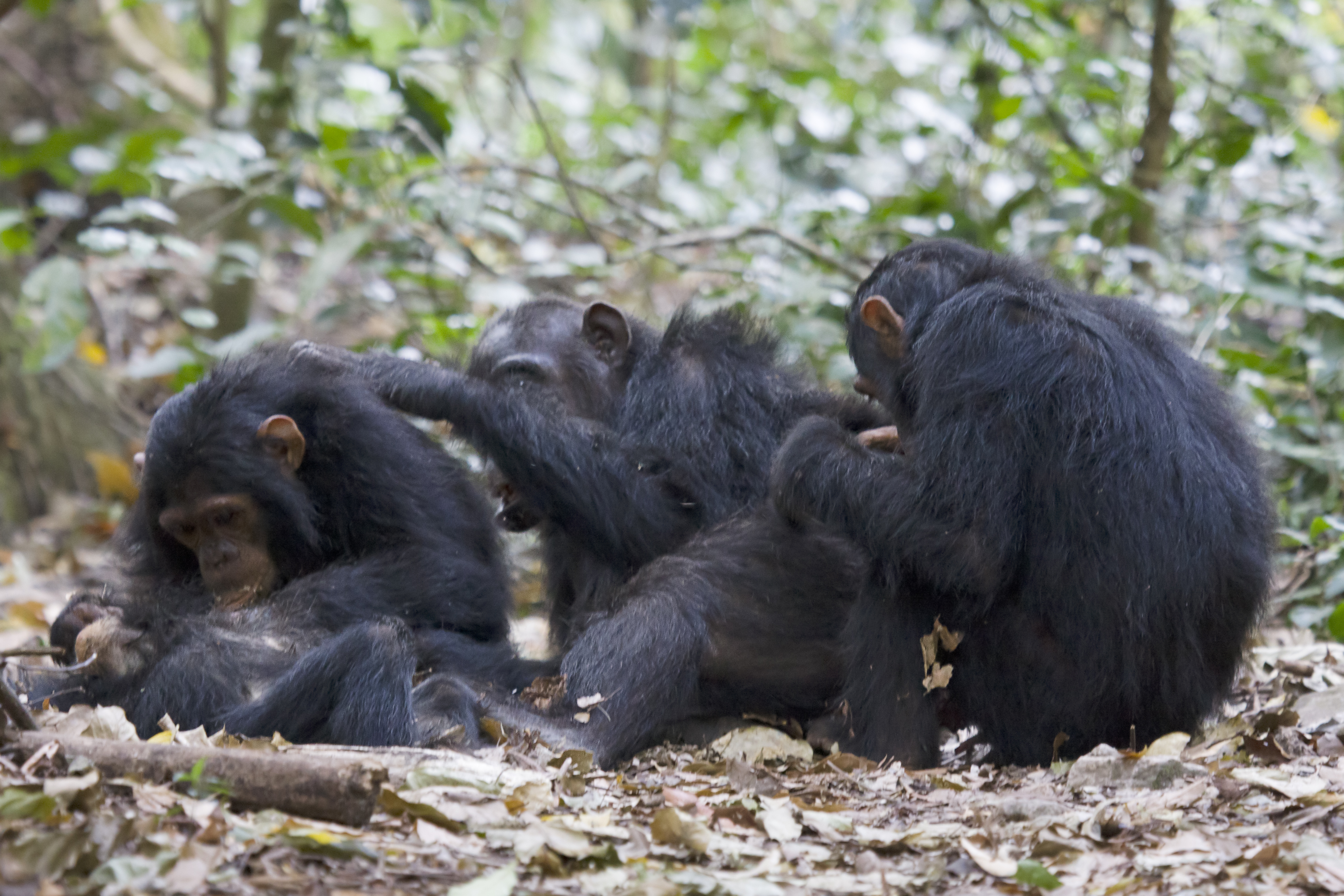
Un groupe de chimpanzés se toilettant.

Les chimpanzés vivent dans des communautés de 20 à plus de 150 membres, mais passent la plupart de leur temps à voyager en petits groupes de quelques personnes seulement. Le chimpanzé oriental est à la fois arboricole et terrestre et repose dans les arbres la nuit, mais passe la journée au sol.
Les chimpanzés marchent en utilisant la plante de leurs pieds et leurs articulations, et ils peuvent marcher debout sur de courtes distances. Ce sont des « marcheurs de la main ».
Lorsqu'ils sont confrontés à un prédateur, les chimpanzés réagissent par des cris forts et utilisent tout objet qu'ils peuvent obtenir contre la menace. Le léopard est le principal prédateur naturel du chimpanzé, mais il est également tombé en proie à des lions.
Ces primates ont développé une pharmacopée naturelle : ils mangent des feuilles amères de Trichilia rubescens aux molécules antipaludiques ; des feuilles d'Aneilema aequinoctiale hérissées de poils qu'ils veillent à ne pas mâcher pour débarrasser leurs intestins des vers ; des feuilles de Diospyros abissinica aux molécules actives anticancéreuses mais aussi anti-inflammatoires ; de la rubia cordifolia, un excellent antiparasitaire ; de l'écorce d'albizia grandibracteata pour soigner les troubles digestifs etc. Mais certains de ces chimpanzés souffrent d’étranges malformations de la face et des troubles de la reproduction. La primatologue Sabrina Krief et son équipe soupçonnent les pesticides d'être à l'origine de ces malformations congénitales,.

## Régime alimentaire

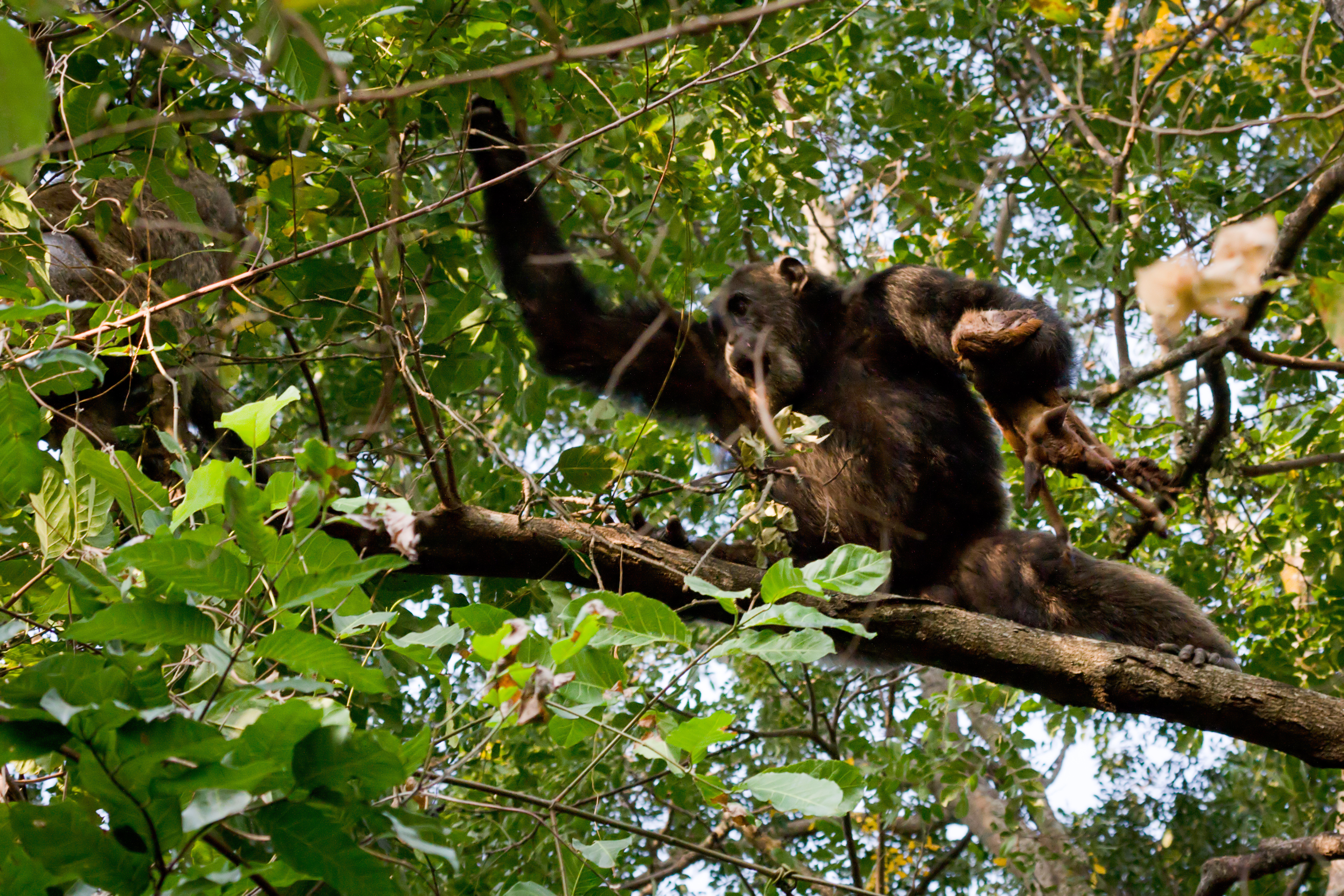
Chimpanzé mâle avec sa proie, un guib harnaché.

Les chimpanzés sont omnivores et mangent des graines, des fruits, du miel, des feuilles, de l'écorce, des champignons, des insectes tels que les termites, des fourmis et de petites proies telles que les oiseaux et les singes. Ils utilisent souvent une brindille comme outil pour atteindre les termites ou les fourmis dans les nids et ont été vus en utilisant des bâtons pour chasser d'autres petits mammifères. Il y a aussi des cas de chasse organisée. Dans certains cas, comme l'abattage de léopards, cela semble principalement être un effort de protection, car le léopard est le principal prédateur naturel du chimpanzé commun. Des cas isolés de cannibalisme ont également été documentés.

## Menaces et conservation
La liste rouge de l'UICN de 2007 les a classés comme En danger[réf. nécessaire]. Bien que le chimpanzé commun soit le plus abondant et le plus répandu des grands singes non humains, les déclins récents en Afrique de l'Est devraient se poursuivre en raison de la chasse et de la perte d'habitat. Parce que les chimpanzés et les humains sont physiologiquement très similaires, les chimpanzés succombent à de nombreuses maladies qui affligent les humains. S'ils ne sont pas correctement gérés, la recherche et le tourisme présentent également un risque de transmission de maladies entre les humains et les chimpanzés. Cette sous-espèce a été largement étudiée par le Dr. Jane Goodall au Parc national de Gombe Stream.

## Systématique
Le nom valide complet (avec auteur) de ce taxon est Pan troglodytes schweinfurthii (Giglioli, 1872).
La sous-espèce Pan troglodytes schweinfurthii a été décrite pour la première fois en 1872 par le zoologiste italien Enrico Hillyer Giglioli (1845-1909) comme étant une espèce sous le protonyme Troglodytes schweinfurthii.
Bien qu'il soit officiellement classé sous le taxon P. t. schweinfurthii, Colin Groves de l'Université nationale australienne soutient qu'il y a suffisamment de variation entre les populations du nord et du sud de cette population de chimpanzés pour être divisée en deux sous-espèces au lieu d'une seule ; la population du nord comme P. t. schweinfurt.

### Synonymes
Pan troglodytes schweinfurthii a pour synonymes :
- Anthropopithecus calvescens Matschie, 1914
- Anthropopithecus castanomale Matschie, 1914
- Anthropopithecus graueri Matschie, 1914
- Anthropopithecus pfeifferi Matschie, 1914
- Anthropopithecus purscheiMatschie, 1914
- Anthropopithecus schubotzi Matschie, 1914
- Anthropopithecus steindachneri Lorenz, 1914
- Fsihego ituriensis de Pauw, 1905
- Simia adolfi-friederici Matschie, 1912
- Simia adolfifriederici Matschie, 1912
- Simia cottoni Matschie, 1912
- Simia ituricus Matschie, 1912
- Simia kooloo-kamba yambuyae Matschie, 1912
- Simia koolookamba yambuyae Matschie, 1912
- Simia nahani Matschie, 1912
- Troglodytes livingstonii Selenka, 1899
- Troglodytes niger marungensis Noack, 1887

### Étymologie
L'épithète spécifique de cette sous-espèce, schweinfurthii, lui a été donnée en l'honneur du botaniste germano-balte Georg August Schweinfurth (1836-1925) qui a été le premier à la mentionner.

### Publication originale
- (it) Enrico Hillyer Giglioli, « Studii Craniologici sui Cimpanzé », Annali del Museo Civico di Storia Naturale di Genova, Gênes, Tipografia del Regio Istituto Sordo-Muti (d), vol. 3,‎ 1872, p. 56-179 (ISSN 1122-6447, OCLC 10489012, lire en ligne).